# زبابة لايلية
زبابة لايلية (الاسم العلمي: Sorex lyelli) (بالإنجليزية: Mt. Lyell Shrew)‏ هي نوع من الثدييات يتبع جنس الزبابة من الفصيلة الزبابات.	
سمي هذا النوع من الزبابات نسبةً إلى جبل لايل في منتزه يوسيميتي الوطني في كاليفورنيا في الولايات المتحدة.	